# Sarcohyla
Sarcohyla é um género de anfíbios da família Hylidae. É endémico do México.

## Espécies
- Sarcohyla ameibothalame (Canseco-Márquez, Mendelson, and Gutiérrez-Mayén, 2002)
- Sarcohyla arborescandens (Taylor, 1939)
- Sarcohyla bistincta (Cope, 1877)
- Sarcohyla calvicollina (Toal, 1994)
- Sarcohyla celata (Toal and Mendelson, 1995)
- Sarcohyla cembra (Caldwell, 1974)
- Sarcohyla charadricola (Duellman, 1964)
- Sarcohyla chryses (Adler, 1965)
- Sarcohyla crassa (Brocchi, 1877)
- Sarcohyla cyanomma (Caldwell, 1974)
- Sarcohyla cyclada (Campbell and Duellman, 2000)
- Sarcohyla floresi Kaplan, Heimes, and Aguilar, 2020
- Sarcohyla hapsa Campbell, Brodie, Caviedes-Solis, Nieto-Montes de Oca, Luja, Flores-Villela, García-Vázquez, Sarker, and Wostl, 2018
- Sarcohyla hazelae (Taylor, 1940)
- Sarcohyla labeculata (Shannon, 1951)
- Sarcohyla labedactyla (Mendelson and Toal, 1996)
- Sarcohyla miahuatlanensis (Meik, Smith, Canseco-Márquez, and Campbell, 2006)
- Sarcohyla mykter (Adler and Dennis, 1972)
- Sarcohyla pachyderma (Taylor, 1942)
- Sarcohyla pentheter (Adler, 1965)
- Sarcohyla psarosema (Campbell and Duellman, 2000)
- Sarcohyla robertsorum (Taylor, 1940)
- Sarcohyla sabrina (Caldwell, 1974)
- Sarcohyla siopela (Duellman, 1968)
- Sarcohyla thorectes (Adler, 1965)
- Sarcohyla toyota Grünwald, Franz-Chávez, Morales-Flores, Ahumada-Carrillo, and Jones, 2019